# شاكرة (اسم)
شاكرة هو اسم علم مؤنث من أصل عربي، ومعناه هو الحافظة الحامية الواقية الذي وقت شرفها.

## شخصيات تحمل الاسم
- شاكرة رماح (ممثلة تونسية، القرن 20 – )

## وصلات خارجية
- موسوعة السلطان قابوس لأسماء العرب نسخة محفوظة 5 أبريل 2019 على موقع واي باك مشين.